# Kathleen Kennedy
Kathleen Kennedy (n. 5 iunie 1953, Berkeley, California, SUA) este o producătoare de film americană. Este președintele Lucasfilm din 2012.

## Biografie
În 1981, Kennedy a fondat compania de producție Amblin Entertainment împreună cu Steven Spielberg și cu soțul ei, Frank Marshall. Primul ei film ca producătoare a fost E.T. Extraterestrul (1982). Un deceniu mai târziu, din nou cu Spielberg, a produs franciza Jurassic Park, primele două au fost primele din cele zece filme cu cele mai mari încasări din anii 1990. 
În 1992, ea și Frank Marshall au fondat The Kennedy/Marshall Company. 
În 2012, Kennedy a devenit președintele Lucasfilm după ce The Walt Disney Company a achiziționat compania.
Ca președinte la Lucasfilm, Kennedy a supravegheat dezvoltarea, producția și lansarea unor proiecte precum trilogia sequel Războiul Stelelor (2015–2019), filmele independente Războiul Stelelor Rogue One (2016) și Solo (2018), precum și al cincilea film cu Indiana Jones, Cadranul destinului (2023). De asemenea, a produs diverse seriale Star Wars, inclusiv șase seriale live-action pentru Disney+, The Mandalorian (2019-prezent), Cartea lui Boba Fett (2021), Obi-Wan Kenobi (2022), Andor (2022-prezent), Ahsoka (2023-prezent) și The Acolyte (2024).
Kennedy a produs filme care au câștigat peste 11 miliarde de dolari americani la nivel mondial, inclusiv cinci din primele cincizeci de filme cu cele mai mari încasări din istoria filmului. 
Ca producătoare, ea a avut opt nominalizări la premiile Oscar pentru cel mai bun film.

## Filmografie

### Filme de cinema
Producător executiv
- Gremlinii (1984)
- Fandango (1985)
- Tâlharii (1985)
- Înapoi în viitor (1985)
- Young Sherlock Holmes (1985)
- An American Tail (1986)
- Batteries Not Included (1987)
- Who Framed Roger Rabbit (1988)
- Tummy Trouble⁠(d) (1989)
- Dad (1989)
- Înapoi în viitor II (1989)
- Joe Versus the Volcano (1990)
- Înapoi în viitor III (1990)
- Gremlins 2: The New Batch (1990)
- Roller Coaster Rabbit⁠(d) (1990)
- A Brief History of Time⁠(d) (1991) (nemenționată)
- An American Tail: Fievel Goes West (1991)
- Cape Fear (1991)
- Noises Off (1992)
- Trail Mix-Up⁠(d) (1993)
- A Far Off Place (1993)
- We're Back! A Dinosaur's Story (1993)
- Schindler's List (1993)
- A Dangerous Woman (1993)
- The Flintstones (1994)
- Balto (1995)
- The Best of Roger Rabbit (1996)
- The Lost World: Jurassic Park (1997)
- Olympic Glory (1999)
- Signs (2002)
- The Young Black Stallion⁠(d) (2003)
- Indiana Jones and the Kingdom of the Crystal Skull (2008)
- The Last Airbender⁠(d) (2010)
- The Secret World of Arrietty (2012) (versiunea SUA)
- The BFG (2016)
- The Girl on the Train⁠(d) (2016)

Producător
- E.T. the Extra-Terrestrial (1982)
- The Color Purple (1985)
- The Money Pit (1986)
- Empire of the Sun (1987)
- Always (1989)
- Arachnophobia (1990)
- Hook (1991)
- Alive⁠(d) (1993)
- Jurassic Park (1993)
- Milk Money⁠(d) (1994)
- The Bridges of Madison County (1995)
- Congo⁠(d) (1995)
- The Indian in the Cupboard (1995)
- Twister⁠(d) (1996)
- Al șaselea simț (1999)
- Snow Falling on Cedars⁠(d) (1999)
- A Map of the World⁠(d) (1999)
- Jurassic Park III (2001)
- A.I. Artificial Intelligence (2001)
- Seabiscuit⁠(d) (2003)
- War of the Worlds (2005)
- Munich (2005)
- The Diving Bell and the Butterfly (2007)
- The Curious Case of Benjamin Button (2008)
- Hereafter⁠(d) (2010)
- The Adventures of Tintin (2011)
- War Horse (2011)
- Lincoln (2012)
- Star Wars: The Force Awakens (2015)
- Rogue One: A Star Wars Story (2016)
- Star Wars: The Last Jedi (2017)
- Solo: A Star Wars Story (2018)
- Star Wars: The Rise of Skywalker (2019)
- Indiana Jones și cadranul destinului (2023)
- The Mandalorian & Grogu⁠(d) (2026)

Producător asociat
- Indiana Jones și căutătorii arcei pierdute (1981) (asociată cu Steven Spielberg)
- Poltergeist (1982)
- Zona crepusculară: Filmul (1983) (segmentul "Time Out")
- Indiana Jones și templul morții (1984)
- The China Odyssey: 'Empire of the Sun', a Film by Steven Spielberg (1987)
- Indiana Jones și ultima cruciadă (1989)
- Persepolis (2007)

Coproducător executiv
- Călătoria fantastică (1987)
- Tărâmul uitat de timp (1988)

Coproducător 
- Ponyo (2009) (versiunea SUA)

### Filme de televiziune
Producător
- The Mandalorian (2019–2023)
- The Book of Boba Fett (2021–2022)
- Obi-Wan Kenobi (2022)
- Light & Magic⁠(d) (2022)
- Andor (2022–2025)
- Willow⁠(d) (2022)
- Ahsoka⁠(d) (2023–prezent)
- The Acolyte⁠(d) (2024)
- Skeleton Crew⁠(d) (2024)

Producător executiv
- A Wish for Wings That Work⁠(d) (1991) (scurtmetraj TV)
- The Sports Pages (2001) (film TV)